# Bezlenejevci
Bezlenejevci (Бесленеевцы, беслъэней), podskupina Čerkeza po jeziku slična Kabardincima. Naseljeni su u dolinama rijeka Velika i Mala Laba, obali Urupa, pa sve do dolina Četema, Farsa, Psefira i Kubana. Svoje ime dobivaju po Beslanu, sinu legendarnog princa Inala.
Bezlenejevci su imali feudalni sistem a kultura je slična kabardinskoj. Njihov dijalekt navodi se kao jedan od tri kabardinska dijalekta. Kroz povijest učestvovali su u ratovima s brojnim neprijateljima, kao Nogajci, Kalmici, Krimčaki i Turci, a nakon rusko-kavkaskog rata naseljeni su u pet sela, to su dva u Karačajevo-Čerkeziji Бесленей (Тхьастыкъуей) i Вако-Жиле (Дохъучокъуей), dva u Krasnodarskm kraju, Кургоковский (Кургъокъуей) i Коноковский (Бэчмырзей) i jedno u Adigeji, Уляп (Къэнокъуей)